# ProPublica
ProPublica, юридически Pro Publica, Inc., — некоммерческая организация в Нью-Йорке, занимающаяся журналистскими расследованиями. Расследования ProPublica проводятся штатными журналистами-расследователями, а полученные материалы передаются новостным партнёрам для публикации или трансляции. В некоторых случаях репортёры ProPublica и её партнёры работают над репортажем вместе. ProPublica сотрудничает с более чем 90 различными новостными организациями и получила несколько Пулитцеровских премий.
В 2010 году он стал первым онлайн-источником новостей, получившим Пулитцеровскую премию; в статье рассказывалось о неотложных решениях о жизни и смерти, принятых измученными врачами больницы, когда они оказались отрезаны от цивилизации потоками воды во время урагана «Катрина». Данная статья была опубликована в газете The New York Times и веб-сайт ProPublica.

## История
ProPublica была создана Гербертом и Марион Сэндлер, бывшими руководителями финансовой корпорации Golden West, которые ежегодно вкладывали в проект 10 миллионов долларов. Сэндлеры наняли Пола Штайгера, бывшего главного редактора газеты The Wall Street Journal, для создания и управления организацией в качестве главного редактора.
Первоначально в штате ProPublica было 28 репортёров и редакторов, в том числе лауреаты Пулитцеровской премии Чарльз Орнстайн, Трейси Вебер, Джефф Герт и Маркус Стерн. Сообщалось, что после объявления ProPublica Штайгер получил 850 заявок. Организация назначила консультативный совет из профессиональных журналистов в составе 12 человек.
Группа новостей делится своими работами по некоммерческой лицензии Creative Commons.
5 августа 2015 года веб-сайт Yelp объявила о партнёрстве с ProPublica с целью внесения улучшенных медицинских данных в статистику Yelp о поставщиках медицинских услуг.

## Финансирование
Хотя Фонд Сэндлера оказал ProPublica значительную финансовую поддержку, она также получила финансирование от Knight Foundation, Фонда Макартуров, благотворительных фондов Pew Charitable Trusts, Фонда Форда, корпорации Карнеги и Atlantic Philanthropies. ProPublica и Knight Foundation тесно связаны. Например, Пол Штайгер, исполнительный председатель ProPublica, является попечителем Knight Foundation. Аналогичным образом, Альберто Ибаргуэн, президент и исполнительный директор Knight Foundation, входит в совет директоров ProPublica. ProPublica, наряду с другими крупными новостными изданиями, получила грантовое финансирование от Сэма Банкман-Фрида, основателя криптовалютной биржи FTX.

## Награды
В 2010 году организация ProPublica получила Пулитцеровскую премию за выдающееся расследование за статью «Смертельный выбор в Мемориале (англ. The Deadly Choices at Memorial)». Она была написана Шери Финк из ProPublica и опубликована в газете The New York Times, а также на сайте ProPublica. Это была первая Пулитцеровская премия, присуждённая онлайн-источнику новостей. Статья также получила Национальную журнальную премию в 2010 году.
В 2011 году ProPublica удостоилась второй Пулитцеровской премии. Журналисты Джесси Айзингер и Джейк Бернстайн получили Пулитцеровскую премию за национальный репортаж за серию статей «Денежная машина Уолл-стрит». Это был первый случай, когда Пулитцеровская премия была присуждена серии рассказов, не опубликованных в печати.
В 2016 году ProPublica получила третью Пулитцеровскую премию, на этот раз за разъяснительный репортаж, в сотрудничестве с организацией The Marshall Project за «поразительное исследование и разоблачение продолжительных неудач правоохранительных органов должным образом расследовать сообщения об изнасилованиях и осознать травматические последствия для жертв».
В 2017 году ProPublica и New York Daily News были удостоены Пулитцеровской премии за служению обществу за серию репортажей об использовании правил выселения Департаментом полиции Нью-Йорка.
В 2019 году ProPublica получила премию Пибоди, первую в истории премию Peabody Catalyst Award за выпуск аудиозаписей в 2018 году, которые немедленно изменили противоречивую практику правительства по разделению семей на южной границе.
В мае 2020 года ProPublica получила Пулитцеровскую премию за служению обществу за освещение пробелов в области общественной безопасности на Аляске.
В 2021 и 2022 годах журналисты ProPublica Лиза Сонг  и Марк Олалде получили награды SEAL за неизменно высокое качество экологической отчётности.
В мае 2024 года ProPublica получила Пулитцеровскую премию за служению обществу за репортаж о миллиардерах, которые дарят подарки судьям Верховного суда США и покрывают их командировочные расходы. Рассказы были написаны Джошуа Капланом, Джастином Эллиотом, Бреттом Мерфи, Алексом Миржески и Кирстен Берг.
В июле 2024 года Мэри Худец была награждена премией Ричарда Лакурса за журналистские расследования Ассоциацией журналистов коренных народов за её работу над «Проектом репатриации» ProPublica. Её репортаж, в котором основное внимание уделялось сложностям и препятствиям на пути репатриации останков коренных американцев и священных предметов из музеев и университетов, «оказал разрушительное воздействие на институциональном уровне вплоть до общин и народов коренных народов».